# Ілюстрування творів Тараса Шевченка

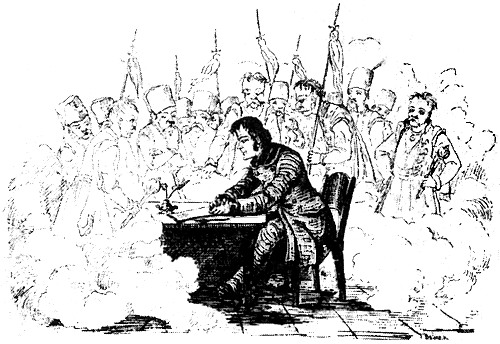
Шевченко серед своїх персонажів. Яків де Бальмен

Ілюстрування Творів Тараса Григоровича Шевченка — зображення сцен із творів Тараса Шевченка у вигляді гравюр та малюнків. 

## Ілюстрації за життя автора

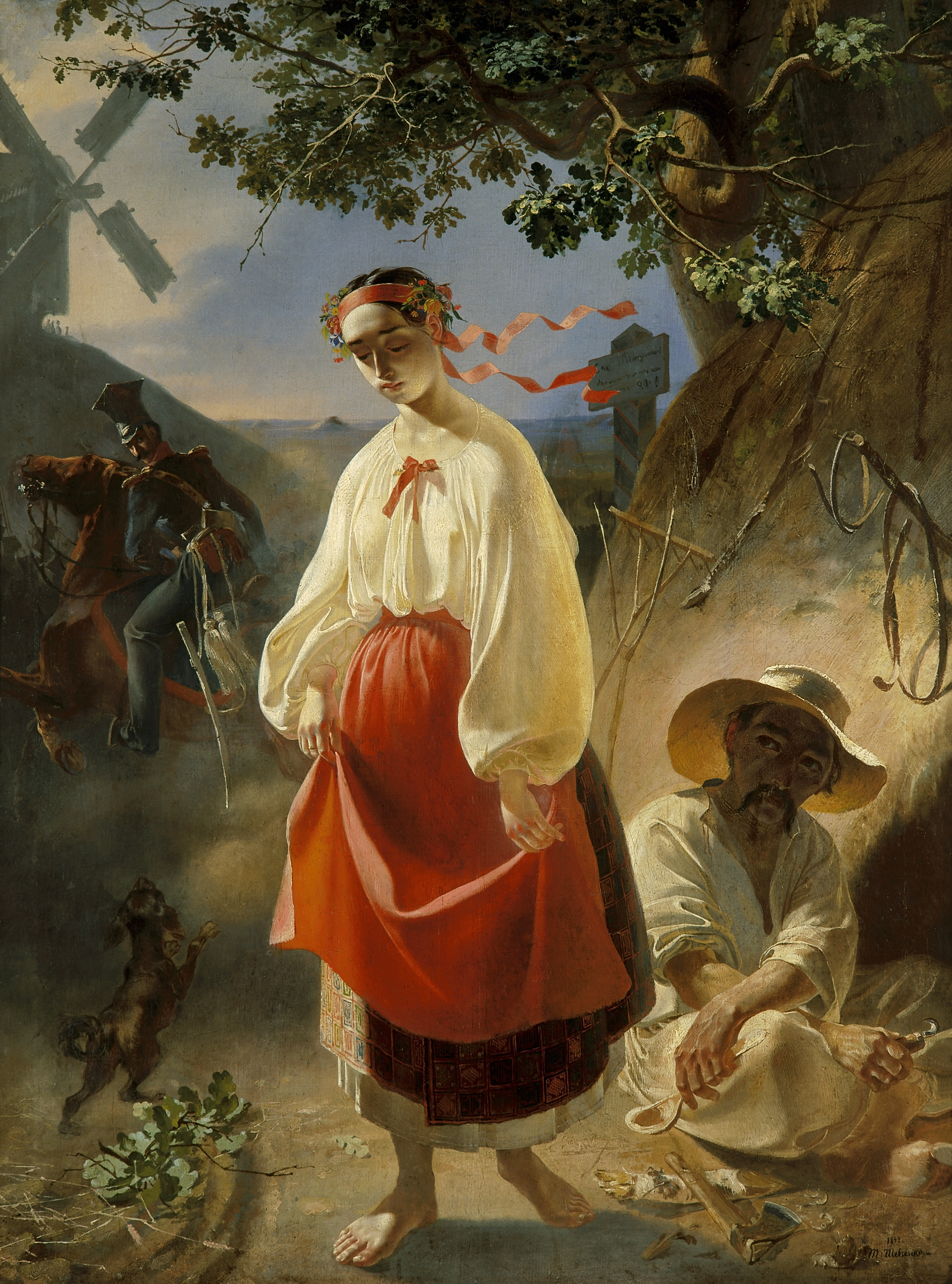
Катерина. Автоілюстрація Шевченка

Перший «Кобзар» 1840 року ілюстрував Василь Штернберг, який створив малюнок, що розміщувався перед титульним аркушем книги на 
лівій стороні. На малюнку зображений кобзар з народним інструментом та хлопчиком. «Чигиринський кобзар та гайдамаки» містив копію  цього малюнку виконану невідомим автором . В 1844 році Яків де Бальмен та Михайло Башилов зробили малюнки майже до всіх творів, які на той час були надруковані в Кобзарі. Це, зокрема, поеми «Перебендя», «Катерина», «Тарасова ніч», «Іван Підкова», «Гайдамаки» та «Гамалія», послання «До Основяненка» і балада «Тополя».

### Автоілюстрації Шевченка
Шевченко досить часто сам ілюстрував свою поезію . Перший свій малюнок до балади «Тополя» він зробив за рік до виходу «Кобзаря» в 1839 році . А в 1841 він зробив кілька начерків до іншої балади «Утоплена». Більш закінчені ілюстрації він зробив в 1842 році, це рисунок «Сліпа з дочкою», що є  ілюстрацією до поеми «Слепая», а також картина під назвою «Катерина» для однойменної поеми. В 1843 році Шевченко зробив два малюнки та чотири ескізи з начерками до своєї майбутньої поеми «Сліпий»(«Невольник»), яка була створена в 1845 році . За поемою «Відьма» також була створена однойменна ілюстрація. Крім автоілюстрацій Шевченко часто робив малюнки до творів інших авторів . Наприклад, малюнок «Знахар» до однойменного твору Григорія Квітки Основяненка, «Зустріч Тараса Бульби з синами» для повісті Миколи Гоголя — «Тарас Бульба», та акварель «Марія» для поеми Олександра Пушкіна «Полтава».

## В Російській імперії

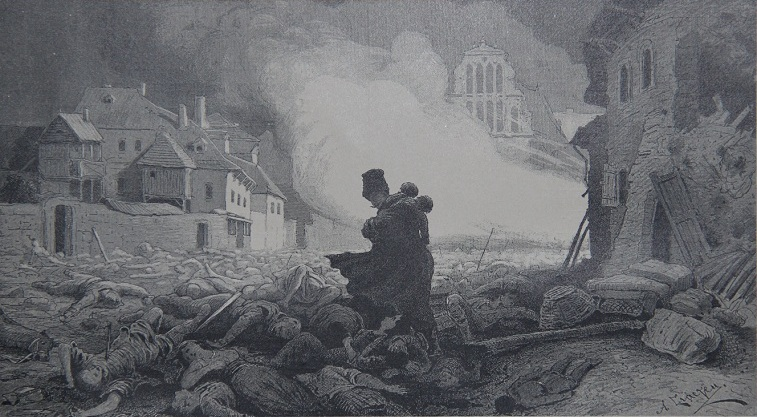
Гайдамаки 1886 іл. Сластіон 10

Достатньо велика кількість художників взялися за ілюстрування творів Шевченка в 60 - 80 роках вісімнадцятого століття .Зокрема, у різний час твори кобзаря ілюстрували такі автори: Опанас Сластіон, створив цикл малюнків до поеми «Гайдамаки», робив ілюстрації до поеми «Катерина» та віршів «Ой сяду я під хатою» і  «На Великдень, на соломі», Костянтин Трутовський, автор ілюстрацій до поем «Наймичка» та «Невольник», Порфирій Мартинович, він зробив малюнки для поем «Катерина», «Гайдамаки» та «Наймичка», Михайло Микешин, хотів створити малюнки для всього «Кобзаря», та не встиг, намалював рисунки до поем «Катерина», «Тарасова ніч», «Наймичка», «Іван Підкова», «Чернець», балад «Хустина» та «Причина», віршів «Перебендя» і «Пустка»(«Заворожи мені, волхве») та Іван Їжакевич, чиї  ілюстрації до «Перебенді», «Катерини», «Гайдамаків» та «Причини» отримали величезний успіх . Наприкінці існування Російської імперії Шевченкові твори ілюстрували ще більше . Можна згадати Іллю Рєпіна, який одним із перших створив ілюстрацію    до поеми «Кавказ» . Ілля Рєпін збирався використати кошти  з продажу «Кавказу» на спорудження пам'ятнику поетові. Також треба відмітити п'ятдесятиріччя з дня смерті Шевченка на якому вийшли більшість його творів з ілюстраціями від різних авторів . Серед всього вийшли перші дитячі «Кобзарі», які також містили в собі малюнки.

## Радянський період

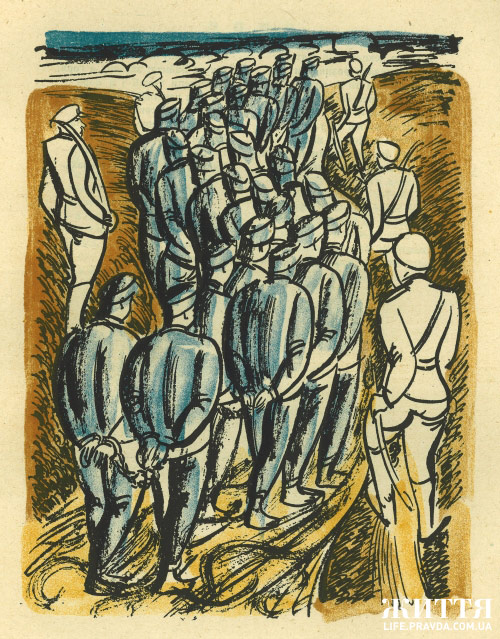
Юродивий. Василь Седляр

- У двадцятих роках минулого століття ілюстрування Шевченкових творів продовжилося. Василь Седляр був першим радянським ілюстратором творів Тараса Шевченка. Видання 1931 року, підготовлене харківським видавництвом «Література і Мистецтво», містило 54 чорно-білі ілюстрації художника. Через два роки з’явилося друге перевидання шевченківської книжки, доповнене 18 кольоровими малюнками полтавського митця.
- Опанас Сластіон зробив рисунки до творів «Катерина», «Не хочу я женихатися», «Ой одна я, одна», «Причинна» та інших.
- Василь Касіян в 1920 році створює ілюстрації до різних уривків з «Гайдамаків» («Інтродукція», «Галайда», «Гонта в Умані»).
- Іван Їжакевич робить малюнки для творів «Єретик», «Кавказ», «І мертвим і живим…», «Юродивий», «Катерина», «Наймичка», «Гімн черничий», «І золотої й дорогої». Іван Їжакевич також створив ілюстрації до ювілейного, 125 річного з дня народження Тараса Шевченка року, повного збірника поезії поета - Кобзаря. Ліногравюрами ілюстрована драма «Назар Стодоля» у 1964 році .
- Неможливо не згадати про Софію Петрівну Караффи-Корбут. Вона створила серію чорно-білих ліногравюр за мотивами творів Шевченка протягом 1961 – 1968 років. Її «Кобзар» експонувався у 1968 році на Міжнародній книжковій виставці в Едмонтоні (Канада), де його відзначили першою премією.[3]Величезну кількість проілюстрованих Кобзарів випустили завдяки ювілею у 100 років з дня народження Шевченка.

## Незалежна Україна
Робити малюнки до різноманітних творів українського поета стала традицією в багатьох навчальних та дитячих закладах. 
- У 2012 році  до двохсотріччя з дня народження Кобзаря "Видавництво Старого Лева"  видало «Дитячий кобзар» разом з ілюстраціями Марини Михайлошиної [Архівовано 19 квітня 2021 у Wayback Machine.], який отримав нагороду «Книжка року’2012» у номінації «Дитяче свято».
- У 2018 році у видавництві "Основа" вийшла поема Тараса Шевченка "Катерина" українською та англійською мовами з ілюстраціями Миколи Толмачова [Архівовано 22 квітня 2021 у Wayback Machine.][4]

### Цікаві факти
Більше 30 ілюстрацій до "Кобзаря" створив Амвросій Ждаха з 1896 по 1901 рр. Роботу по ілюструванню "Кобзаря" художник продовжував все життя. Ждаха був перший з графіків, хто спробував усебічно проілюструвати "Кобзар". У 2019 році у видавицтві "Емма" вийшло подарункове видання "Кобзаря" з ілюстраціями митця. В оформленні книги було використано 490 малюнків художника. У 2019 році "Кобзар" на Всеукраїнському конкурсі отримав гран-прі "Найкраща книга України".

## Фотогалерея

Ілюстрації до творів Шевченка
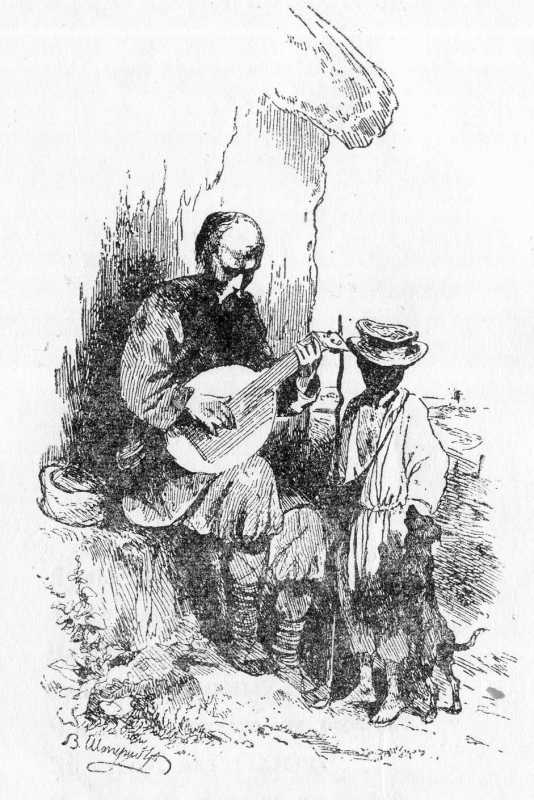
Кобзар 1840 рік
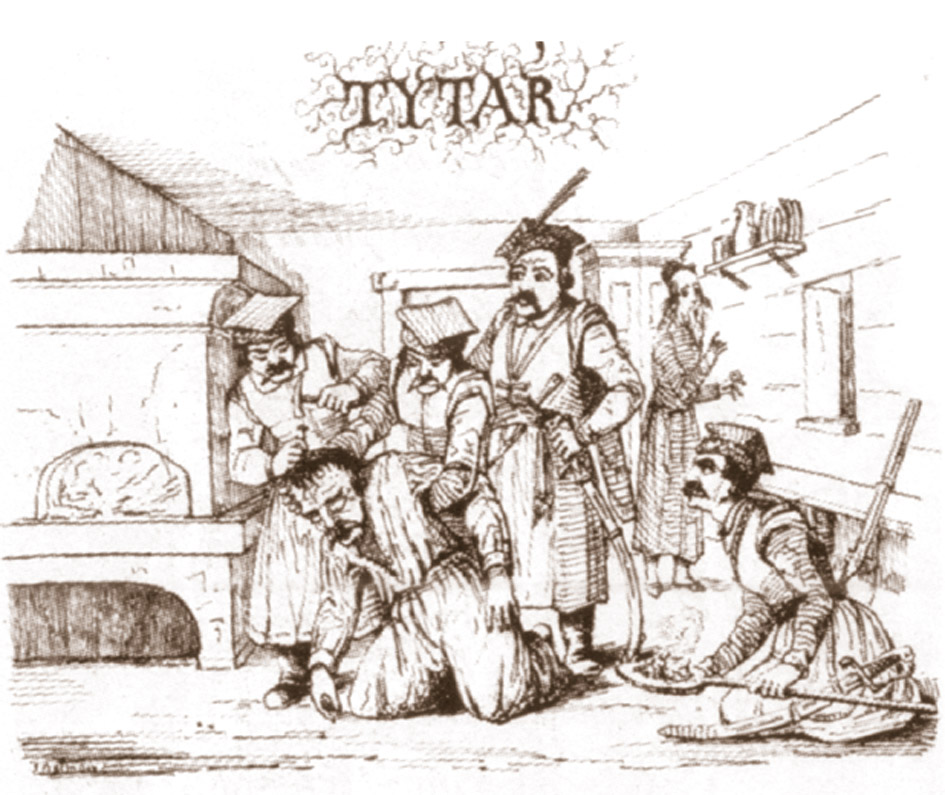
Гайдамаки Яків де Бальмен
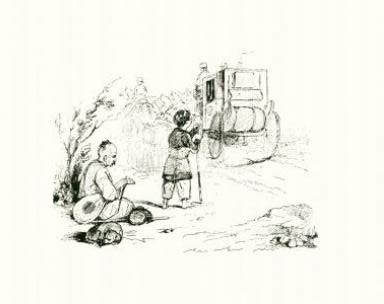
Катерина Михайло Башилов
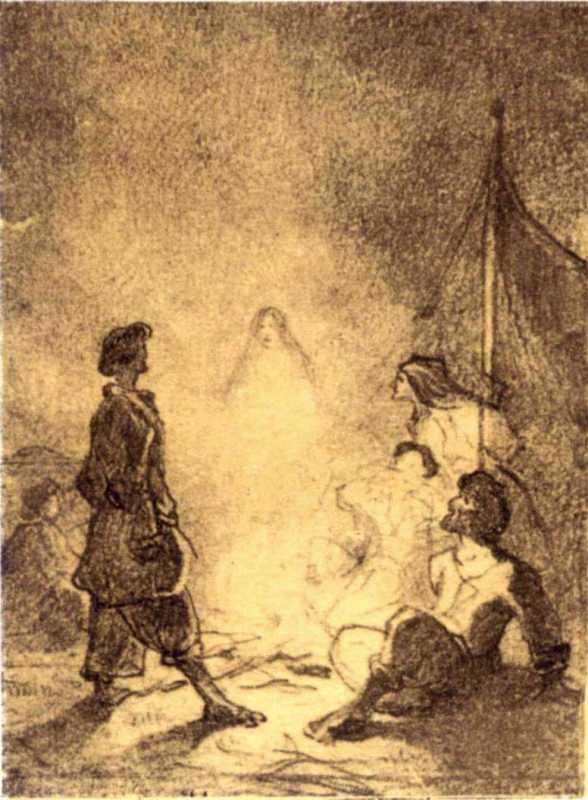
Відьма Тарас Шевченко
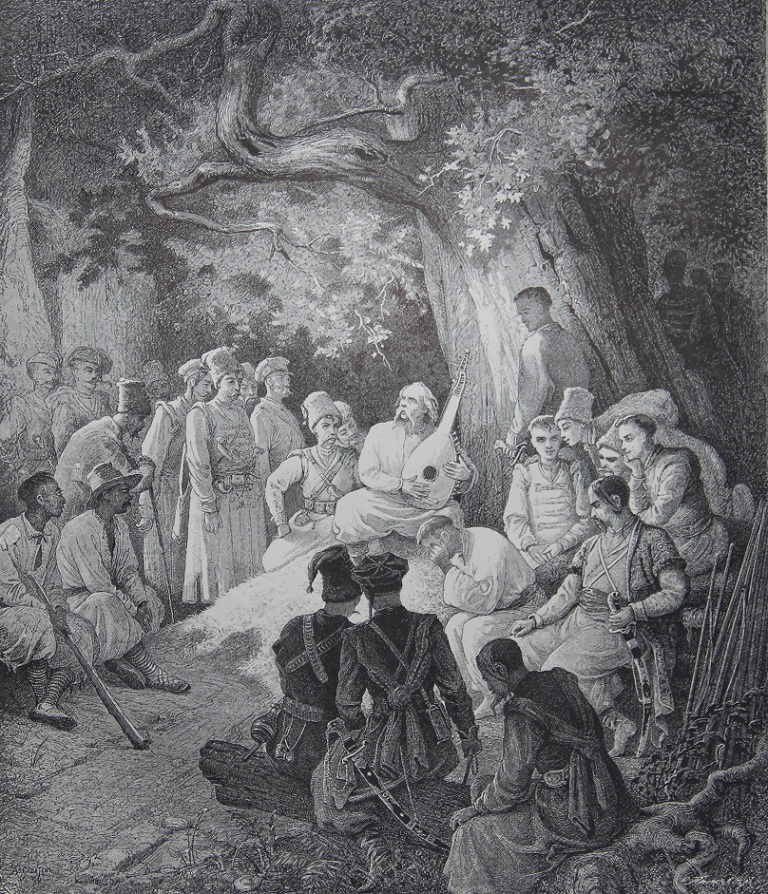
Гайдамаки 1886 іл. Сластіон 4
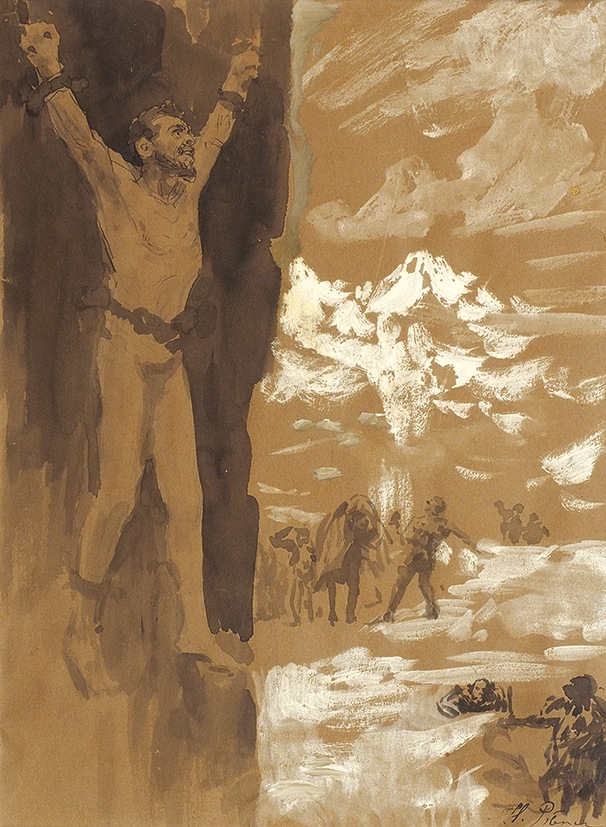
Кавказ Ілля Рєпін
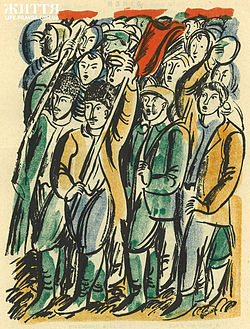
Заповіт Василь Седляр
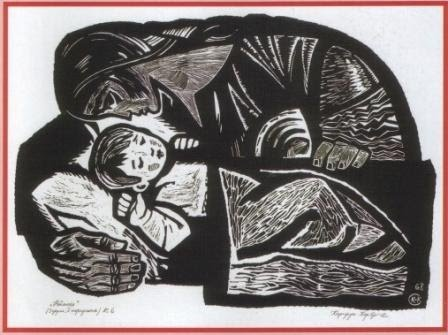
Наймичка  Софія Караффа-Корбут
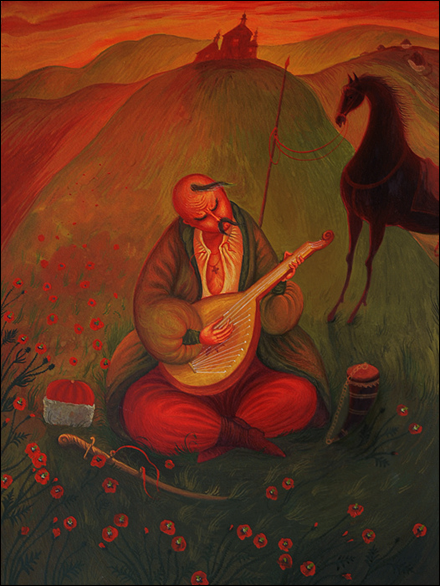
Кобзар Марина Михайлошина